# Kristian Golomeev
Kristian Tsvetanov Golomeev (en griego: Κριστιαν Τσβετάνοβ Γκολομεεβ, en búlgaro: Кристиан Цветанов Голомеев; Velingrad, Bulgaria, 4 de julio de 1993) es un deportista griego de origen búlgaro que compite en natación, especialista en el estilo libre.
Ganó una medalla de plata en el Campeonato Mundial de Natación de 2019, cinco medallas en el Campeonato Europeo de Natación entre los años 2018 y 2024, y una medalla de bronce en el Campeonato Europeo de Natación en Piscina Corta de 2023.
Participó en tres Juegos Olímpicos de Verano, entre los años 2012 y 2020, ocupando el quinto lugar en Tokio 2020, en la prueba de 50 m libre.

## Palmarés internacional
| Campeonato Mundial                  | Campeonato Mundial      | Campeonato Mundial | Campeonato Mundial |
| Año                                 | Lugar                   | Medalla            | Prueba             |
| ----------------------------------- | ----------------------- | ------------------ | ------------------ |
| 2019                                | Gwangju (Corea del Sur) | Medalla de plata   | 50 m libre         |
| Campeonato Europeo                  |                         |                    |                    |
| Año                                 | Lugar                   | Medalla            | Prueba             |
| 2018                                | Glasgow (Reino Unido)   | Medalla de plata   | 50 m libre         |
| 2021                                | Budapest (Hungría)      | Medalla de bronce  | 50 m libre         |
| 2022                                | Roma (Italia)           | Medalla de bronce  | 50 m libre         |
| 2024                                | Belgrado (Serbia)       | Medalla de oro     | 50 m libre         |
| 2024                                | Belgrado (Serbia)       | Medalla de bronce  | 4 × 100 m libre    |
| Campeonato Europeo en Piscina Corta |                         |                    |                    |
| Año                                 | Lugar                   | Medalla            | Prueba             |
| 2023                                | Otopeni (Rumania)       | Medalla de bronce  | 4 × 50 m libre     |